# HTML5 audio
HTML5 Audio — підмножина чернеток специфікації HTML5, які описують відтворення, запис, синтез звуку, а також  розпізнавання мови у браузері.

## Підтримка елементу<Audio>браузерами
Ця таблиця документує поточний стан підтримки аудіокодеків елементом <audio>.
| Браузер                 | Операційна система | Формати що підтримуються | Формати що підтримуються | Формати що підтримуються | Формати що підтримуються | Формати що підтримуються | Формати що підтримуються |
| Браузер                 | Операційна система | Ogg Vorbis               | WAV PCM                  | MP3                      | AAC                      | WebM Vorbis              | Ogg Opus                 |
| ----------------------- | ------------------ | ------------------------ | ------------------------ | ------------------------ | ------------------------ | ------------------------ | ------------------------ |
| Google Chrome           | Всі підтримувані   | 9                        | Так                      | Так                      | Так                      | Так                      | 25                       |
| Internet Explorer       | Windows            | Ні                       | Ні                       | 9.0                      | 9.0                      | Ні                       | Ні                       |
| Mozilla Firefox (Gecko) | Всі підтримувані   | 3.5 (1.9.1)              | 3.5 (1.9.1)              | Ні                       | Ні                       | 4.0 (2.0)                | 15.0 (15.0)              |
| Opera                   | All supported      | 10.50                    | 11.00                    | Ні                       | Ні                       | 10.60                    | Ні                       |
| Safari                  | OS X               | Ні                       | 3.1                      | 3.1                      | 3.1                      | Ні                       | Ні                       |